# Seznam maroških politikov
Seznam maroških politikov.

## A
- Abd El Krim
- Abdelkrim Motii
- (Mohamed Abdelaziz)

## B
- Driss Basri
- Mehdi Ben Barka
- Mohamed Benaissa

## D
- Ahmed Dlimi

## E
- T'hami El Glaoui

## F
- Muhamed Fasi (Mohammed Ghali El Fassi) (1908 - 1991)
- Allal al-Fassi
- Abdellatif Filali

## J
- Driss Jettou

## Y
- Abderrahmane Youssoufi